# Route nationale 6 (France métropolitaine)
Pour les articles homonymes, voir N6 et Route nationale 6.
La « Nationale 6 » était, jusqu'en 2006, une des plus grandes routes nationales françaises, reliant Paris à l'Italie (à la descente du col du Mont-Cenis) via Lyon et la Savoie. Son appellation originelle – héritée des routes impériales – est « de Paris à Milan par Turin ». Elle est aujourd'hui en grande partie classée en route départementale.

## Historique
À l'origine, la route nationale 6 commençait à Sens, où elle se détachait de la route nationale 5 Paris - Dijon - Genève. Lors d'une renumérotation des routes françaises à la fin des années 1970, la RN5 fut déclassée entre Sens et Dijon. Par cohérence, il fut décidé de numéroter RN6 la route nationale entre Paris et Sens. La « Nationale 6 » partait désormais de Paris, comme sa sœur la « Nationale 7 ».
Avant l'inauguration de l'autoroute A6 jusqu'aux abords de Corbeil-Essonnes en avril 1960, les routes nationales 6 et 7 se partageaient le trafic routier entre Paris et Lyon. La RN6 était privilégiée, malgré la traversée du Morvan, car la Nationale 7 était d'un profil plus difficile notamment entre Roanne et Lyon.
Le trafic avait nécessité de nombreux aménagements entre Paris et Lyon. Ainsi en 1963, de Paris à Joigny (160 km), l'intégralité de cet axe (hors ville) était au minimum à 3 voies (sauf le pont de Lieusaint et la rocade de Moret), et de très nombreuses rocades avait été aménagées. Une déviation avait été ouverte entre La Rochepot et Chagny afin d'assurer le passage du Morvan à la plaine de la Saône.

## Déclassements
- En novembre 1972, la traversée de Lyon depuis la place de Valmy jusqu'au carrefour avec le CD 3 à Bron a été déclassée.
- En septembre 2004, la section entre Lieusaint et Melun, doublée par l'A5a depuis 1995, a été déclassée en D306.
- Depuis 2006, la RN6 est déclassée dans le département de la Côte-d'Or en D906. Il en est de même dans le département du Rhône où elle est devenue la D306, et dans le département de Seine-et-Marne où elle a été déclassée en D606 à partir de Melun.
- Le décret de décembre 2005 prévoyant le transfert de la majorité des routes nationales aux départements ne conserve qu'une très courte section en Île-de-France entre l'A86 et la Francilienne, puis une autre près d'Auxerre et dans la traversée de la Saône-et-Loire.
- Le 1er avril 2022, la RN6 a été transférée au département de l'Essonne[2].
- La loi n° 2022-217 du 21 février 2022 prévoit le transfert des routes nationales aux collectivités volontaires. La nationale 6 à Dardilly sera transféré au 1er janvier 2024 à la Métropole de Lyon[3].

État actuel :

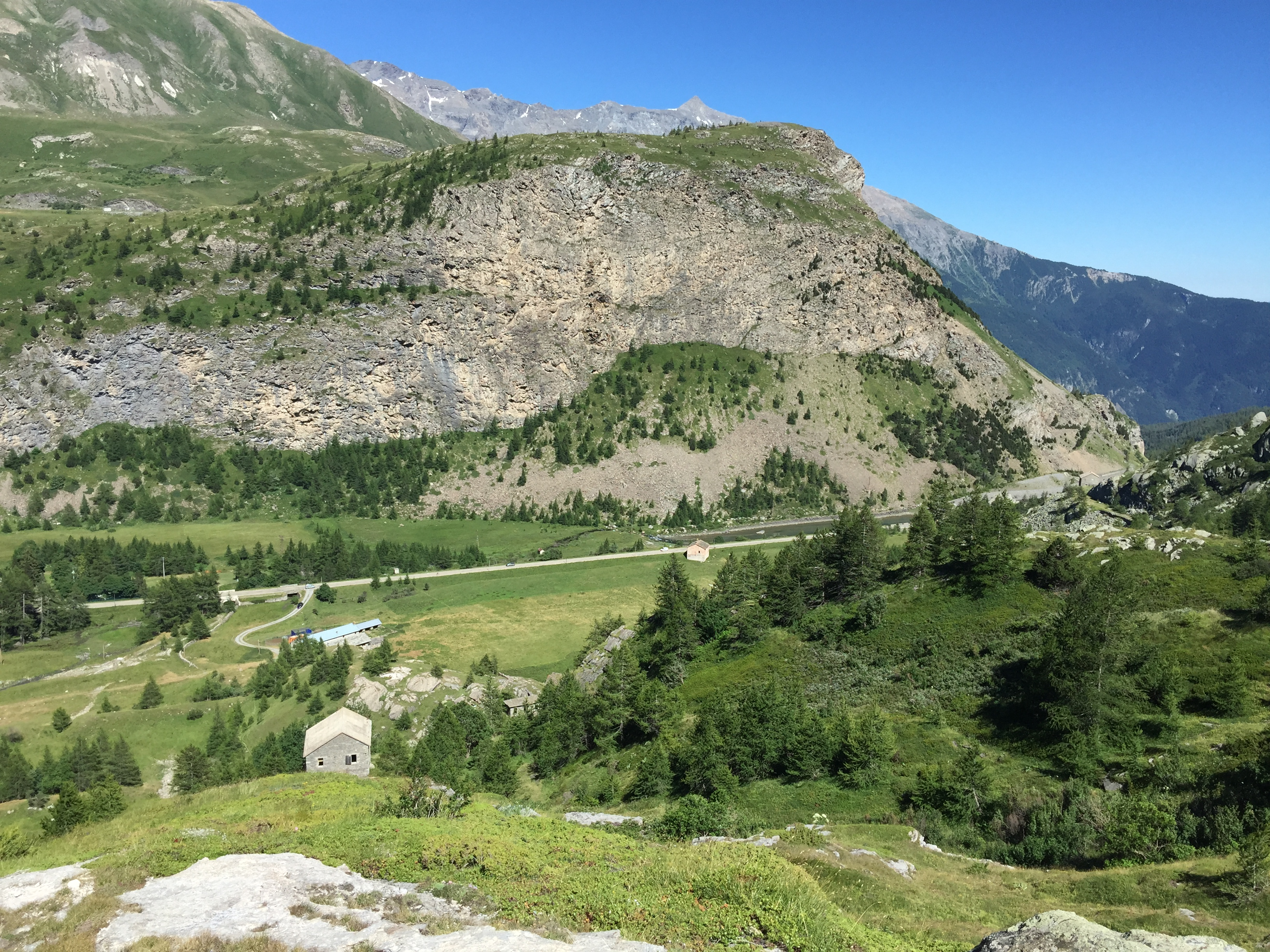
L'ex-RN 6 se termine 10 km après le col du Mont-Cenis au niveau de la frontière italienne à la fin du plateau de Saint-Nicolas.

- Val-de-Marne : D6 entre Paris (porte de Charenton) et la jonction avec l'A86. N6 entre l'A86 et la limite avec le département de l'Essonne (tronçon non déclassé).
- Essonne : N6 (tronçon non déclassé) entre la limite avec le département du Val-de-Marne et Tigery (connexion avec N104/A5A)
- Seine-et-Marne : D306 entre Lieusaint et Melun (depuis 2004), et D606 entre Melun et la limite avec l'Yonne.
- Yonne : D606 dans la totalité de la traversée de ce département sauf en rocade d'Auxerre N6 (tronçon non déclassé).
- Côte-d'Or : D906 dans la totalité de la traversée de ce département.
- Saône-et-Loire : D906 dans toute la traversée du département.
- Rhône : D306 entre la limite du département de Saône-et-Loire et Lyon sauf N6 sur la commune de Dardilly, Villefranche-sur-Saône et Lyon (tronçon non déclassé), D506 à Bron et de nouveau D306 jusqu'à la limite du département de l'Isère.
- Isère et Savoie : D1006 de la limite avec le département du Rhône jusqu'à la frontière italienne, environ 10 km après le col du Mont-Cenis.

## Parcours

### De Paris à Sens
- Paris
- Maisons-Alfort
- Créteil
- Valenton
- Villeneuve-Saint-Georges
- Montgeron
- Brunoy
- Lieusaint
- Melun
- Fontainebleau
- Moret-sur-Loing
- Villeneuve-la-Guyard
- Champigny
- Villemanoche
- Pont-sur-Yonne
- Saint-Denis
- Sens

### De Sens à Auxerre
- Rosoy
- Villeneuve-sur-Yonne
- Armeau
- Villecien
- Joigny
- Épineau-les-Voves
- Charmoy
- Bassou
- Appoigny
- Auxerre

### D'Auxerre à Chalon-sur-Saône
- Augy
- Champs-sur-Yonne
- Vincelles
- Cravant
- Vermenton
- Lucy-sur-Cure
- Arcy-sur-Cure
- Voutenay-sur-Cure
- Avallon
- Cussy-les-Forges
- Sainte-Magnance
- Rouvray
- La Roche-en-Brenil
- Saulieu
- Thoisy-la-Berchère
- Liernais
- Sussey
- Allerey
- Jouey
- Arnay-le-Duc
- Saint-Prix-lès-Arnay
- Maligny
- Lacanche
- Saussey
- Val-Mont
- Baubigny
- La Rochepot
- Saint-Aubin
- Chassagne-Montrachet
- Corpeau
- Chagny
- Rully
- Fontaines
- Farges-lès-Chalon
- La Loyère
- Champforgeuil
- Chalon-sur-Saône

### De Chalon-sur-Saône à Lyon
- Saint-Rémy
- Lux
- Saint-Loup-de-Varennes
- Sennecey-le-Grand
- Tournus
- Fleurville
- Saint-Albain
- Mâcon
- Varennes-lès-Mâcon
- Crêches-sur-Saône
- La Chapelle-de-Guinchay
- Saint-Jean-d'Ardières
- Belleville
- Saint-Georges-de-Reneins
- Villefranche-sur-Saône
- Anse
- Les Chères
- Lissieu
- Limonest
- Champagne-au-Mont-d'Or
- Lyon

### De Lyon à Chambéry
- Bron
- Saint-Bonnet-de-Mure
- Saint-Laurent-de-Mure
- La Verpillière
- Bourgoin-Jallieu
- Cessieu
- La Tour-du-Pin
- Saint-Didier-de-la-Tour
- Les Abrets
- Le Pont-de-Beauvoisin (Isère)
- Le Pont-de-Beauvoisin (Savoie)
- Les Échelles
- Cognin
- Chambéry

### De Chambéry à l'Italie
- La Ravoire
- Challes-les-Eaux
- Montmélian
- Aiguebelle
- Saint-Jean-de-Maurienne
- Saint-Michel-de-Maurienne
- Modane
- Lanslebourg-Mont-Cenis
- Italie SS 25 (it)

## Sections en voie rapide
Certaines sections de cette route sont considérés comme voie rapide.

### De Montgeron à Lieusaint
| Département                           | Commune                                                                                     | Voies desservies | Destinations (sens nord/sud)                                              | Destinations (sens sud/nord)                                                 | Notes                                     |
| ------------------------------------- | ------------------------------------------------------------------------------------------- | ---------------- | ------------------------------------------------------------------------- | ---------------------------------------------------------------------------- | ----------------------------------------- |
| Essonne                               | Montgeron                                                                                   | D 50 D 448       | Montgeron Réveil Matin                                                    | Pas de bretelle de sortie dans le sens sud/nord                              |                                           |
| Essonne                               | Montgeron                                                                                   | D 448            | Centre commercial de Valdoly                                              | Montgeron Réveil Matin Vigneux                                               | Absence de bretelles d'insertion          |
| Essonne                               | Montgeron                                                                                   | D 448            | Vigneux Draveil Montgeron                                                 | Pas de bretelle de sortie                                                    | Pas de bretelle d'insertion sens nord/sud |
| Essonne                               | Montgeron                                                                                   | D 31             | Montgeron Vigneux Draveil                                                 | Montgeron Vigneux Draveil                                                    |                                           |
| Essonne                               |                                                                                             | D 50             | Pas de bretelle de sortie                                                 | Montgeron Yerres                                                             | Pas de bretelle d'insertion sens sud/nord |
| Essonne                               | Section en 2x2 voies présentant des carrefours à niveau ainsi que des feux de signalisation |                  |                                                                           |                                                                              |                                           |
| Essonne                               | Quincy-sous-Sénart / Étiolles / Tigery                                                      | D 33             | Quincy-sous-Sénart Saint-Germain-lès-Corbeil                              | Épinay-sous-Sénart Quincy-sous-Sénart Tigery                                 |                                           |
| Essonne                               | Tigery                                                                                      | N 104            | Troyes (par Provins) Marne-la-Vallée Réau Moissy-Cramayel Parc de Parisud | A1 A4 Metz-Nancy Provins Marne-la-Vallée Réau Combs-la-Ville Parc de Parisud |                                           |
| Fin de la N 6 ; suivre N 104 puis A5a |                                                                                             |                  |                                                                           |                                                                              |                                           |

### Pénétrante de Melun
| Département    | Commune | Voies desservies | Destinations (sens nord/sud)                    | Destinations (sens sud/nord)                                        | Notes                   |
| -------------- | ------- | ---------------- | ----------------------------------------------- | ------------------------------------------------------------------- | ----------------------- |
| Seine-et-Marne | Melun   | D 346            | Corbeil-Essonnes Le-Mée-sur-Seine Melun-Schuman | Corbeil-Essonnes Le-Mée-sur-Seine Cesson Melun-Centre Melun-Schuman | Voie reclassée en D 606 |
| Seine-et-Marne | Melun   | D 376            | A6 Paris Dammarie-les-Lys                       |                                                                     | Bretelle unique         |

### Déviation de Moret-sur-Loing
| Département                                     | Commune         | Voies desservies    | Destinations (sens nord/sud)       | Destinations (sens sud/nord) | Notes                                                 |
| ----------------------------------------------- | --------------- | ------------------- | ---------------------------------- | ---------------------------- | ----------------------------------------------------- |
| Seine-et-Marne                                  | Fontainebleau   | D 302               | Veneux-les-Sablons Moret-sur-Loing | Veneux-les-Sablons           |                                                       |
| Seine-et-Marne                                  | Moret-sur-Loing | Chemin des Canteces | Moret-sur-Loing                    | Moret-sur-Loing              | Pas de bretelle d'insertion sens sud/nord             |
| Seine-et-Marne                                  | Écuelles        | D 40E1              | Écuelles                           |                              | Demi-échangeur desservant uniquement le sens nord/sud |
| Fin de voie express au rond-point avec la D 302 |                 |                     |                                    |                              |                                                       |

### Rocade de Sens
| Département                                      | Commune              | Voies desservies | Destinations (sens nord/sud)                                              | Destinations (sens sud/nord)                                                               | Notes |
| ------------------------------------------------ | -------------------- | ---------------- | ------------------------------------------------------------------------- | ------------------------------------------------------------------------------------------ | ----- |
| Yonne                                            | Saint-Denis-lès-Sens | D 606B A19       | A5 Troyes Auxerre Montargis Sens Saint-Denis-lès-Sens                     | A5 Montereau-Fault-Yonne Fontainebleau Paris Troyes Montargis Auxerre Saint-Denis-lès-Sens |       |
| Yonne                                            | Saint-Clément        | D 23 D 939       | Soucy Nogent-sur-Seine Cuy Évry Saint-Clément Z.A. de la Fontaine d'Azon  | Soucy Nogent-sur-Seine Cuy Évry Michery Saint-Clément                                      |       |
| Yonne                                            | Sens                 | D 46             | Sens-Centre Saligny Z.I. des Vauguillettes Clinique Paul Picquet Éco Parc | Sens-Centre Saligny Z.I. des Vauguillettes Clinique Paul Picquet Éco Parc                  |       |
| Yonne                                            | Sens                 | D 660            | Sens-Centre Troyes Z.I. des Vauguillettes                                 | Sens-Centre Troyes Z.I. des Vauguillettes                                                  |       |
| Fin de voie express au rond-point avec la D 606A |                      |                  |                                                                           |                                                                                            |       |

### Déviation de Joigny
| Département                                     | Commune | Voies desservies | Destinations (sens nord/sud)                                    | Destinations (sens sud/nord)                                  | Notes                                                                    |
| ----------------------------------------------- | ------- | ---------------- | --------------------------------------------------------------- | ------------------------------------------------------------- | ------------------------------------------------------------------------ |
| Yonne                                           | Cézy    | D 134 D 182      | La-Celle-Saint-Cyr Cézy                                         | Saint-Julien-du-Sault Villeneuve-sur-Yonne La-Celle-Saint-Cyr |                                                                          |
| Yonne                                           | Béon    | D 943            | A6 Montargis Béon Charny Joigny-Z.I.                            |                                                               |                                                                          |
| Yonne                                           | Joigny  | D 955            | Paroy-sur-Tholon Senan Aillant-sur-Tholon Toucy Circuit Karting |                                                               | Demi-échangeur ; sortie sens nord/sud et entrée sens sud/nord uniquement |
| Fin de voie express au rond-point avec la D 959 |         |                  |                                                                 |                                                               |                                                                          |

### Rocade d'Auxerre
| Département                               | Commune             | Voies desservies    | Destinations (sens nord/sud) | Destinations (sens sud/nord)                                                   | Notes                                      |
| D 606 redevient N 6                       | D 606 redevient N 6 | D 606 redevient N 6 | D 606 redevient N 6 | D 606 redevient N 6                                                            | D 606 redevient N 6                        |
| ----------------------------------------- | ------------------- | ------------------- | --- | ------------------------------------------------------------------------------ | ------------------------------------------ |
| Yonne                                     | Appoigny            | D 319 A6            | Paris Lyon Monéteau Centre Commercial Les Grandes Haies Z.A. Marcherin                                                                            | Sens Montargis Paris Lyon Z.A. Marcherin                                       |                                            |
| Yonne                                     | Perrigny            |                     | | Centre Commercial Les Grandes Haies                                            | Bretelle de sortie sens nord/sud seulement |
| Yonne                                     | Perrigny            | D 158               | Monéteau Perrigny Saint-Georges Aéroport d'Auxerre-Branches Conseil Général - Site de Perrigny                                                    | Monéteau Perrigny Saint-Georges                                                |                                            |
| Yonne                                     | Auxerre             | D 31 D 234          | Auxerre-Centre Nevers Bourges Perrigny | Auxerre-Centre Nevers Bourges Perrigny Les Chesnez Aéroport d'Auxerre-Branches |                                            |
| Yonne                                     | Auxerre             | Rue de l'Écluse     | Z.I. Les Pieds de Rats Z.A. des Clairions | Monéteau-Rive Gauche Z.I. Les Pieds de Rats Z.A. des Clairions                 |                                            |
| Yonne                                     | Auxerre             | N 77 D 84           | A6 Dijon Chalon-sur-Saône Avallon Auxerrexpo Troyes Saint-Florentin Monéteau Z.A. des Terres du Canada Z.I. Plaine des Iles Z.A. des Champoulains | Troyes Auxerre-Centre Saint-Florentin Monéteau Zones Industrielles             |                                            |
| Yonne                                     | Auxerre             | N 65 D 965          | A6 Dijon Chalon-sur-Saône Chaumont Auxerre Châblis Tonnerre                                                                                       | A6 Auxerre Châblis Tonnerre                                                    |                                            |
| Fin de voie express ; N 6 redevient D 606 |                     |                     | |                                                                                |                                            |

### Déviation de Chagny
| Département                       | Commune | Voies desservies | Destinations (sens nord/sud)                                               | Destinations (sens sud/nord)                                     | Notes                                                         |
| --------------------------------- | ------- | ---------------- | -------------------------------------------------------------------------- | ---------------------------------------------------------------- | ------------------------------------------------------------- |
| Côte-d'Or                         | Corpeau | D 974 D 974BIS   | Santenay Z.I. du Pré Fleury Montceau-les-Mines Le Creusot Beaune Meursault | Dijon Beaune Meursault Z.I. du Pré Fleury Santenay               |                                                               |
| Nombreuses intersections à niveau |         |                  |                                                                            |                                                                  |                                                               |
| Saône-et-Loire                    | Chagny  | D 62C            | Chagny-Centre Chagny-Complexe Sportif Camping de Pâquier Fané              | Chagny-Complexe Sportif Camping de Pâquier Fané                  |                                                               |
| Nombreuses intersections à niveau |         |                  |                                                                            |                                                                  |                                                               |
| Saône-et-Loire                    | Chagny  |                  |                                                                            | Chaudenay Demigny Rully Chagny-Centre Z.A. Les Noirots TERREAL 1 | Demi-échangeur : sortie sens sud/nord et entrée sens nord/sud |

### Pénétrante de Châlon-sur-Saône
| Département    | Commune          | Voies desservies      | Destinations (sens nord/sud)                               | Destinations (sens sud/nord)               | Notes                                                 |
| -------------- | ---------------- | --------------------- | ---------------------------------------------------------- | ------------------------------------------ | ----------------------------------------------------- |
| Saône-et-Loire | Chalon-sur-Saône | Rue François Protheau | Hôtels (Chalon-Nord)                                       | Centre commercial et hôtelier de la Thalie |                                                       |
| Saône-et-Loire | Chalon-sur-Saône | Rue Jean Barreau      | Boucicaut Prés Saint-Jean Les Charreaux Centre Hospitalier |                                            | Demi échangeur desservant uniquement le sens nord/sud |

## Liste de sites visitables sur une bande de14kmde part et d'autre de la route
- Paris
- Créteil, carrefour Pompadour
- Brunoy : la Pyramide de Brunoy
- Lieusaint : le terme boréal
- Melun

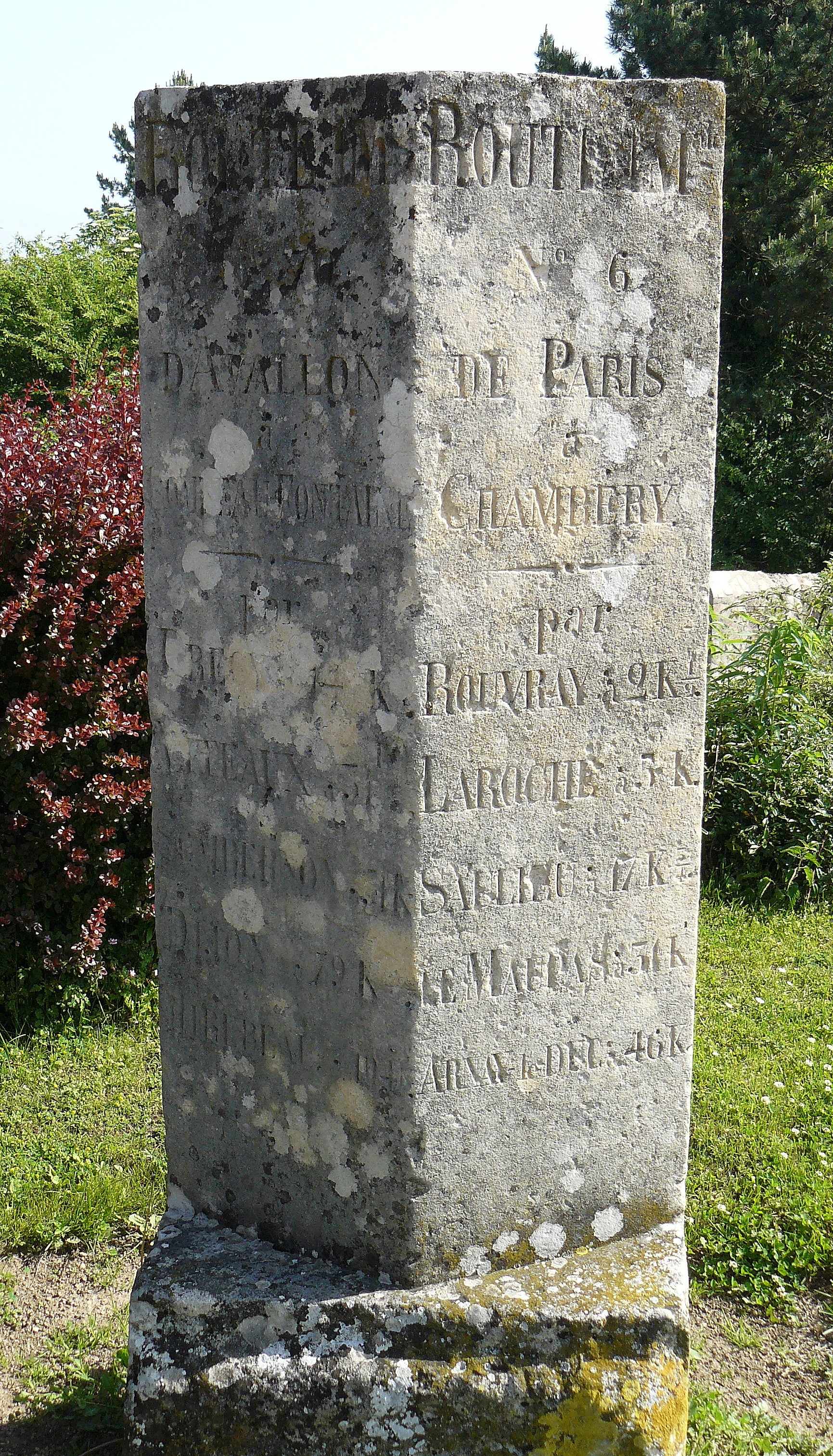
Borne située anciennement à la croisée de la route de Dijon, transplantée à Saulieu (Côte-d'Or).

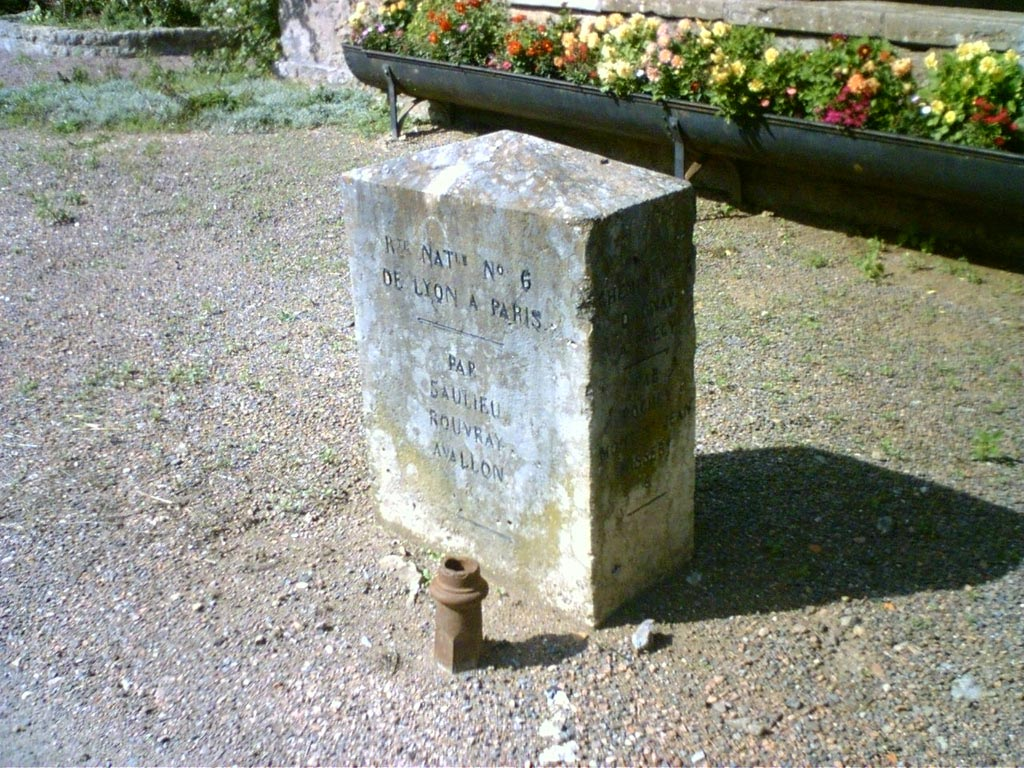
Une borne ancienne à Pochey
(commune de Jouey (Côte-d'Or)).

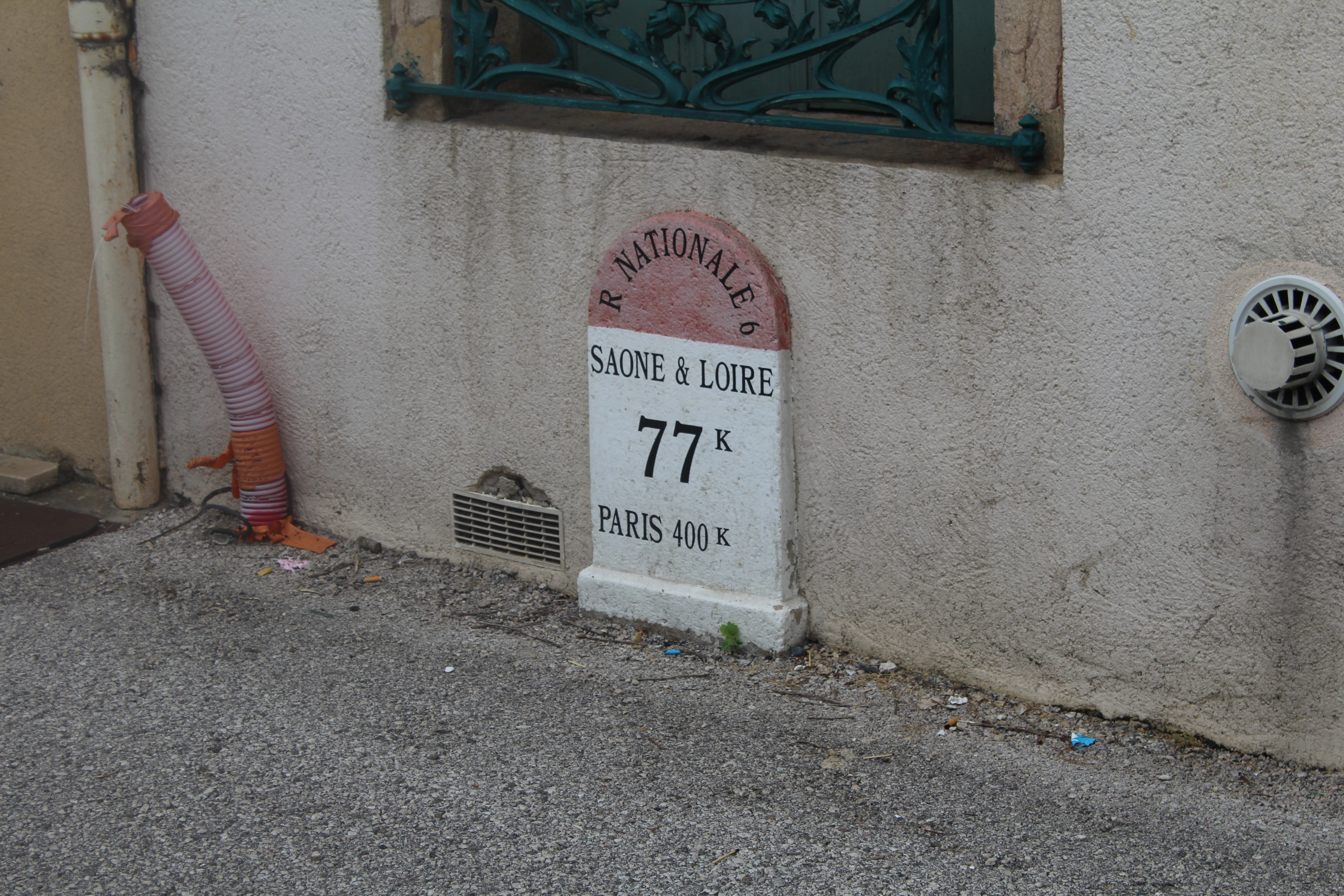
Borne dans le quartier de Saint-Clément à Mâcon.

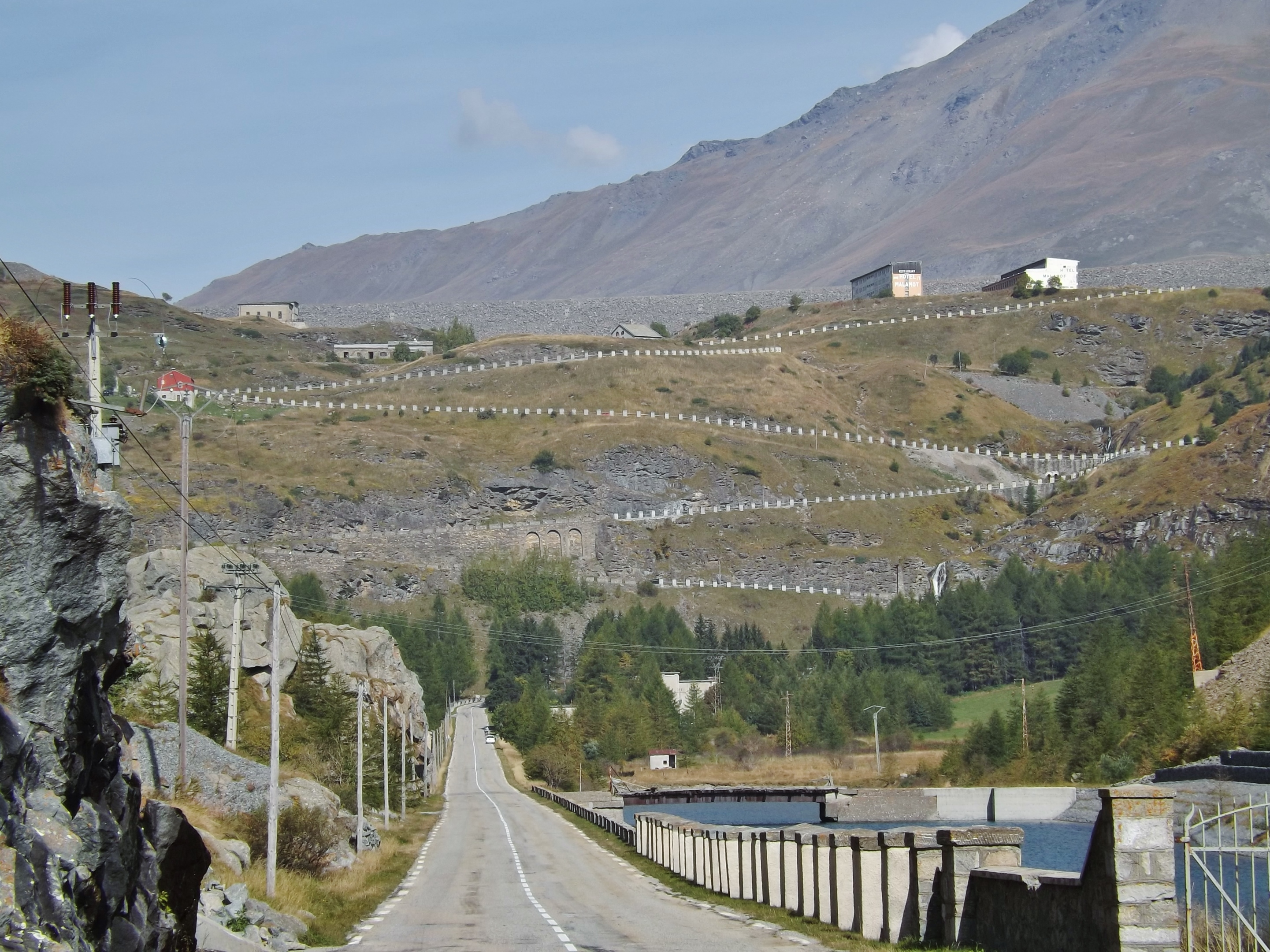
L'ex-RN 6 au pied du col du Mont-Cenis, à proximité de la frontière italienne.

- Fontainebleau : le château, l'église Saint-Louis, le musée d'Art Figuratif, les Archives nationales, la forêt de Fontainebleau possédant de nombreux rochers mythiques
- La Grande-Paroisse : site de Pincevent, vestiges d'un campement de chasseurs de rennes magdaléniens datant d'environ 12 300 ans
- Montereau-Fault-Yonne
- Sens : Cathédrale Saint-Étienne, première cathédrale gothique de France
- Auxerre : les plus vieilles fresques de France, Saint-Étienne
- Escolives-Sainte-Camille (89) : site archéologique gallo-romain et mérovingien
- Irancy : village célèbre pour son vin rouge
- Vermenton : donjon du XIIIe siècle, église renaissance Saint-Pierre Saint-Paul
- Arcy-sur-Cure (89) : Grottes d'Arcy-sur-Cure, grottes préhistoriques
- Saint-Moré (89) : camp de Cora (construit du VIe au VIIIe siècle)
- Sermizelles (89), à 217 km de Paris
- Vézelay (89) : basilique (11 km)
- Avallon (89) : fortifications de Vauban
- Saulieu : basilique
- La Rochepot : château
- Beaune (21) : caves vinicoles (16 km)
- Chagny (71)
- Chalon-sur-Saône
- Tournus : abbatiale Saint-Philibert, exemple original du roman bourguignon
- Lugny : Cave de Lugny, cave coopérative fondée en 1927, la plus importante de Bourgogne pour les vins AOC (3e cave de France)
- Mâcon : ville natale du poète Alphonse de Lamartine
- Belleville-sur-Saône
- Villefranche-sur-Saône
- Lyon : Fourvière, le Vieux Lyon et la cathédrale Saint-Jean, l'Hôtel-Dieu…
- Bourgoin-Jallieu
- les deux communes du Pont-de-Beauvoisin (Isère) et du Pont-de-Beauvoisin (Savoie), limites frontalières entre l'ancien Dauphiné et le duché de Savoie, lieu des exploits de Louis Mandrin
- Les gorges de Chailles sur le Guiers
- Le tunnel des Échelles datant de 1820
- Chambéry
- Montmélian
- Saint-Jean-de-Maurienne
- Saint-Michel-de-Maurienne
- Modane
- Lanslebourg-Mont-Cenis
- Col du Mont-Cenis (route fermée en hiver)
- Frontière italienne (vers Turin)

## Art
- Dans le film La Grande Vadrouille, Louis de Funès s'assoit sur une borne mentionnant N6.